# Julián García Valverde
Julián García Valverde, née le 20 mars 1946 à Madrid, est un homme politique espagnol du Parti socialiste ouvrier espagnol (PSOE).

## Biographie
Titulaire d'une licence en sciences économiques, il est haut fonctionnaire, membre du corps des économistes de l'État.
Après avoir travaillé au sein du ministère de l'Industrie et de l'Énergie durant de nombreuses années, il est nommé en 1983 vice-président de l'Institut national de l'industrie (INI).
Deux ans plus tard, il prend la tête de la société Réseau national des chemins de fer espagnols (RENFE).
Il est marié et père de trois enfants.

## Activité politique
Le 12 mars 1991, Julián García Valverde est nommé ministre de la Santé et de la Consommation dans le troisième gouvernement dirigé par Felipe González.
Il est contraint à la démission moins d'un an plus tard, le 14 janvier 1991, à cause du « scandale de RENFE », une affaire de spéculation immobilière dans le cadre de la construction de la ligne à grande vitesse entre Madrid et Séville.
Après plus de dix ans d'instruction, il est finalement acquitté le 26 novembre 2006 par le tribunal provincial de Madrid.